# Bicas (kommun)
Bicas är en kommun i Brasilien.   Den ligger i delstaten Minas Gerais, i den sydöstra delen av landet, 800 km sydost om huvudstaden Brasília. Antalet invånare är 13 653.
Följande samhällen finns i Bicas:
- Bicas

Omgivningarna runt Bicas är huvudsakligen savann. Runt Bicas är det ganska tätbefolkat, med 67 invånare per kvadratkilometer.